# XQuartz
XQuartz（X11.app）是蘋果電腦為Mac OS X/OS X/macOS上X Window系統的實作。蘋果的X11是以XFree86為基礎（自OS X 10.5开始使用 X.org 的实现），加上硬體加速的2D繪圖支援，硬體OpenGL加速，以及與macOS的GUI Aqua整合在一起。在Mac OS X v10.2時Apple X11原本一開始是當作可以下載的公開測試，後來已經在Mac OS X v10.3後包含進標準包裝裡面。不过在OS X Mountain Lion后OS X不再附带X11，用户需要自行前往XQuartz网站下载这个组件。
Apple X11的原始碼可以在蘋果電腦的Darwin Project網站以APSL（Apple Public Source License）授權方式取得。

## 外部連結
- 官方网站

## 脚注
1. ↑  关于X11和OS X Mountain Lion